# Piratgrottans hemlighet
Piratgrottans hemlighet (norska: Håkon Håkonsen, engelska: Shipwrecked) är en äventyrsfilm från 1990 regisserad av Nils Gaup och med Stian Smestad i huvudrollen som Håkon Håkonsen. Filmen bygger på boken Håkon Håkonsen, av Oluf Vilhelm Falck-Ytter.
Filmen spelades in i två versioner, en på norska och en på engelska.

## Handling
Filmen utspelar sig i mitten av 1800-talet och handlar om Håkon Håkonsen som på grund av dålig ekonomi i familjen måste åka till sjöss vid 13 års ålder. Håkon lär sig snabbt att bli sjöman, och upplever främmande och spännande länder, en brutal rorsman som visar sig vara både vapensmugglare och pirat. På överfarten till Calcutta stöter han på han en ung flicka som är fripassagerare. Sedan sjunker fartyget och Håkon blir strandsatt på en öde ö i Söderhavet.

## Rollista
- Stian Smestad – Håkon Håkonsen
- Gabriel Byrne – Merrick
- Trond Peter Stamsø Munch – Jens
- Harald Brenna – Steine
- Louisa Haigh – Mary
- Eva von Hanno – Håkons mor
- John Sigurd Kristensen – skeppsläkaren
- Frank Krog – Wernes
- Geo von Krogh – sjörövaren
- Joachim Rafaelsen – Ole
- Kjell Stormoen – kapten Madsen
- Karl Sundby – båtsman
- Bjørn Sundquist – Håkons far
- Knut Walle – Berg

## Produktion
Filmen spelades bland annat in i Stilla havet, Spanien, England och Norge, och var den mest påkostade norska filmen fram till dess.

## Mottagande
Filmen blev en framgång hemma i Norge, men också i utlandet, särskilt USA.

## Utgivning
Filmen utgavs på DVD 2006. Bild och ljud restaurerades i sin helhet inför denna utgåva.